# Радослав Б. Чугаљ
Радослав Б. Чугаљ (Сисак, 18. март 1972) српски је писац, песник, концептуални уметник, перформер и блогер.

## Биографски подаци
Чугаљ је рођен у Сиску (данашња Хрватска), 1972. године. Детињство је провео у Босанском Новом (данас Нови Град, Република Српска). Завршио је студије на економском факултету универзитета Едуконс у Сремској Каменици.

## Књижевна дела
Чугљева књижевна дела спадају у домен фантастике, фикције, утопије и дистопије, те су неретко инспирисани словенском и другим народним митологијама.
Све његове досадашње књиге су објављене у електронској форми. С обзиром на то да су поједина дела објављена на енглеском језику, у наредној листи је у том случају, наслов у загради оригинални назив.
- Трагови у снегу, књига афоризама и забелешки.
- Да пређемо на ти, збирка кратких новела.
- Оригами ждрал, збирка кратких текстова и забелешки.[2]
- Књига одговора (наслов оригинала: The Book of Answers ), историјско-фантастични роман, април 2016.
- Две бајке без главе (Two Tales Without a Head), савремена фантастика, април 2016.
- Рекомбинација (Recombination), утопијско-дистопијски роман, април 2016.
- Књига о Митру и друге приче, авантуристички роман, август 2016.
- Влати траве, књига поезије, септембар 2016.
- Продавница чуда, књига дечјих бајки, децембар 2016.[1]
- Зачарани круг, завршни део трилогије "Бесмртници" у којој су и Продавница чуда и Књига о Митру и друге приче, децембар 2017.
- Кнежева Искра, фантазијска авантура, мај 2017.
- Господар лутака, наставак новеле Кнежева Искра, октобар 2017.
- Пијавица, фантазијски роман, јануар 2018.
- Гутач светова, роман за децу, октобар 2018.
- Бабина кутија за дугмад (триптих састављен од збирки Трагови у снегу, Да пређемо на ти и Оригами ждрал), обједињено септембра 2019.

## Уметничке поставке
Чугаљ је члан Савеза удружења ликовних уметника Војводине. Његов рад се углавном састоји из уметничких перформанса, али ради и са инсталацијама уметничких објеката.
Чугљева дела су постављана како у Србији, тако и у иностранству.

Неке од изложби на којима је учествовао су:
- 2000 – IMAF 2000, Галерија МАС, Оџаци.
- 2001 – Изложба у Галерији мултиметијалне уметности, Нови Сад.
- 2001 – Фестивал Алтфорт, Комаром, Мађарска.
- 2001 – IMAF 2001, Галерија МАС, Оџаци.
- 2002 – IMAF 2002, Галерија МАС, Оџаци.
- 2003 – PerformaNS, Галерија „Златно Око“, Нови Сад.
- 2003 – IMAF 2003, Камариште и Оџаци.
- 2004 – IMAF 2004, Галерија МАС, Оџаци.
- 2005 – Трансформација, међународни фестивал, Зрењанин.
- 2005 – IMAF 2005, Галерија МАС, Оџаци.
- 2005 – IMAF 2005, Студентски културни центар, Београд.
- 2006 – IMAF 2006 IZBA, Нови Сад.
- 2007 – Performance Time, Музеј савремене уметности, Истанбул, Турска.
- 2007 – INFANT, Културни центар Нови Сад.[1]
- 2009 – IMAF 2009, Галерија МАС, Оџаци.
- 2010 – INFANT, Сремски Карловци.
- 2010 – Ноћ музеја, Нови Сад.[3]